# Johan Christiaan van Sleeswijk-Holstein-Sonderburg
Johan Christiaan van Sleeswijk-Holstein-Sonderburg-Franzhagen (Beck, 26 april 1607 - Sonderburg, 30 juni 1653) was van 1627 tot aan zijn dood hertog van Sleeswijk-Holstein-Sonderburg-Franzhagen. 

## Levensloop
Johan Christiaan was de oudste zoon van hertog Alexander van Sleeswijk-Holstein-Sonderburg en diens echtgenote Dorothea, dochter van graaf Johan Günther I van Schwarzburg-Sondershausen.
Na het overlijden van zijn vader in 1627 werd het hertogdom Sleeswijk-Holstein-Sonderburg verdeeld onder Johan Christiaan en drie van zijn broers. Hierbij kreeg hij het hertogdom Sleeswijk-Holstein-Sonderburg-Franzhagen. Bij zijn huwelijk in 1634 kwam hij in het bezit van het kasteel van Franzhagen in het hertogdom Saksen-Lauenburg. 
In juni 1653 stierf hij op 46-jarige leeftijd.

## Huwelijk en nakomelingen
Op 4 november 1634 huwde hij met Anna (1605-1688), dochter van graaf Anton II van Oldenburg-Delmenhorst. Ze kregen vier kinderen:
- Dorothea Augusta (1636-1662), huwde in 1661 met landgraaf George van Hessen-Itter
- Christina Elisabeth (1638-1679), huwde in 1656 met hertog Johan Ernst II van Saksen-Weimar
- Johan Frederik (1639-1649)
- Christiaan Adolf (1641-1702), hertog van Sleeswijk-Holstein-Sonderburg-Franzhagen